# 小行星1562
小行星1562（1562 Gondolatsch）是一颗绕太阳运转的小行星，为主小行星带小行星。该小行星于1943年3月9日发现。
該小行星以德國天文學家弗里德里希·貢多拉茨（Friedrich Gondolatsch）命名。

## 轨道参数
小行星1562的轨道半长轴为2.2263099 UA，离心率为0.078。